# Гольтгоер, Константин Александрович
Константи́н Алекса́ндрович Гольтгоер (фин. Konstantin Holthoer; 4 января 1865, Санкт-Петербург, Российская империя  — 20 марта 1933, Хельсинки, Финляндия) — русский генерал-майор, герой Первой мировой войны.

## Биография
Православный. Из дворян Санкт-Петербургской губернии. Сын генерал-лейтенанта Александра Фёдоровича и Веры Гавриловны Гольдгоер.
В службу вступил 1 сентября 1882 года. Окончил Пажеский корпус (1884), выпущен прапорщиком в лейб-гвардии Преображенский полк.
Чины: подпоручик (14.08.1884), поручик (14.08.1888), штабс-капитан (за отличие, 06.12.1895), капитан (за отличие, 06.05.1900), флигель-адъютант (1904), полковник (06.12.1904), генерал-майор (28.06.1910), генерал-майор Свиты Его В-ва (1912).
Командовал ротой и батальоном Преображенского полка, затем — 4-м стрелковым батальоном (1906—1910) и 92-м пехотным Печорским полком (08.06.1909—28.06.1910). Затем был командиром 4-го стрелкового Императорской Фамилии полка (1910-22.04.1915), командиром 1-й бригады 1-й гвардейской пехотной дивизии (22.04.1915 — после 10.07.1916). Известно также, что он был командующим 2-й гвардейской пехотной дивизией (1916 — 9.04.1917). За отличия в военных действиях Первой мировой войны был награждён Георгиевским оружием и орденом Святого Георгия 4-й степени
За то, что с отличным мужеством руководил действиями полка в бою под Опатовым 27 сент. 1914 г., когда весь отряд был окружен значительно сильнейшим противником, пробился со своим полком сквозь неприятельские боевые линии и помог соседним частям прорвать окружавшее кольцо неприятельских войск.
В 1918 году был участником антисоветской подпольной организации в Петрограде. Участвовал в Белом движении.
После Гражданской войны эмигрировал в Финляндию. Работал фабричным рабочим.
Скончался 20 марта 1933 года в Хельсинки. Похоронен на православном кладбище в районе Лапинлахти.

## Семья
Был женат на своей подопечной Зинаиде Яковлевне Лихачёвой, дочери З. Д. Кронеберг и свояченице П. Н. Якоби. По состоянию на 1 ноября 1907 года имел двух детей.
- Сын — Александр Константинович (12.08.1901, Павловск — 3.05.1956, Хельсинки)
  - Внук — Ростислав Александрович[фин.] (29.07.1937, Хельсинки — 28.04.1997, Хельсинки), финский египтолог

## Награды
- Орден Святой Анны 3-й ст. (ВП 6.12.1901)
- Орден Святого Станислава 2-й ст. (ВП 6.12.1905)
- Орден Святой Анны 2-й ст. (ВП 29.05.1906)
- Орден Святого Владимира 3-й ст. (ВП 22.01.1913)
- Георгиевское оружие (ВП 03.01.1915)
- Орден Святого Георгия 4-й ст. (30.01.1915)